# Felix Joesoepov

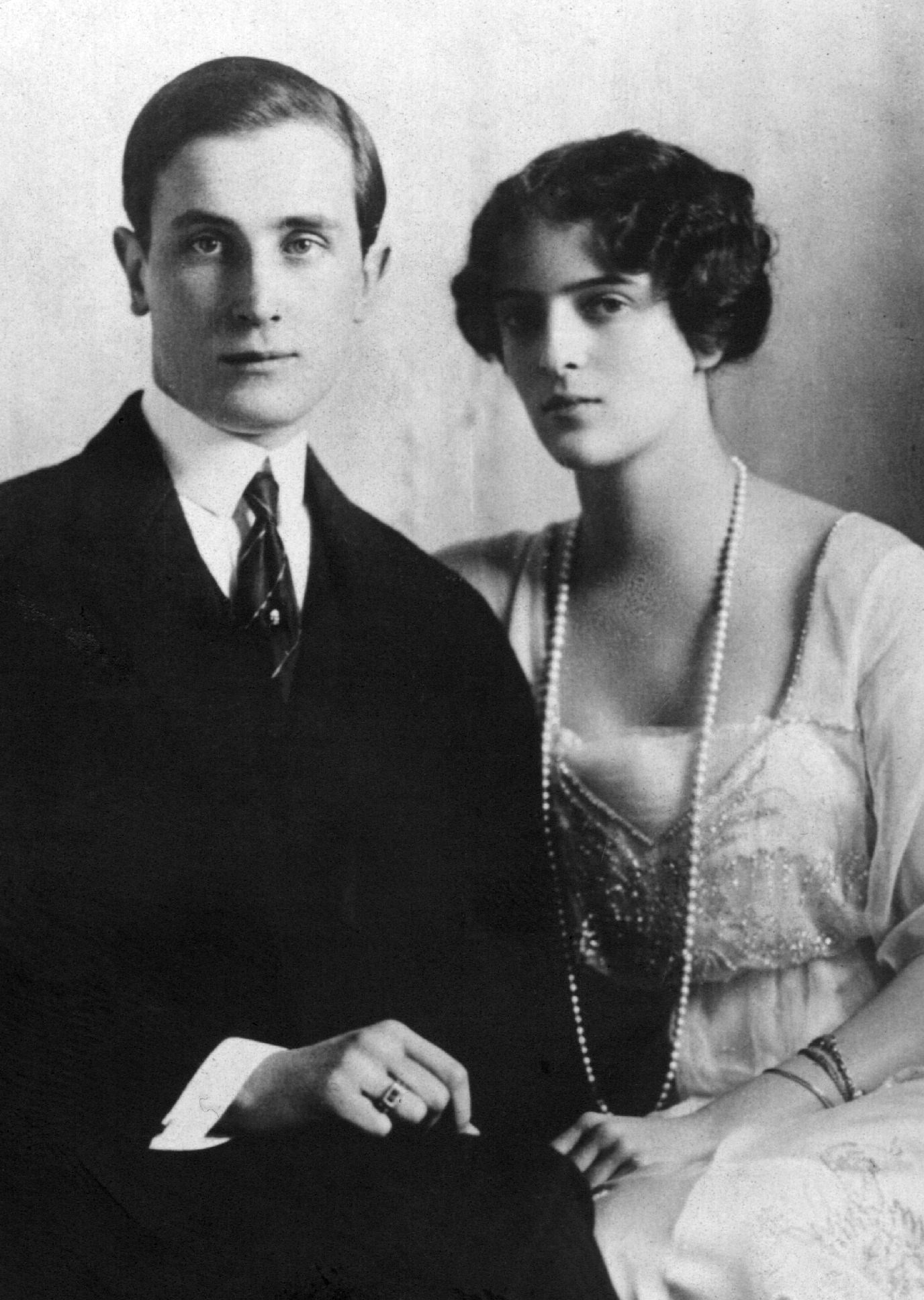
Felix Feliksovitsj Joesoepov en Irina Aleksandrovna Romanova, ca. 1915

Felix Feliksovitsj Joesoepov (Russisch: Феликс Феликсович Юсупов) (Sint-Petersburg, 23 maart 1887 — Parijs, 27 september 1967) was een Russische edelman die bekend is geworden als moordenaar van Grigori Raspoetin, de gebedsgenezer aan het hof van tsaar Nicolaas II.

## Biografie
Prins  Joesoepov werd geboren in Sint-Petersburg als afstammeling van de khans van het Krimkanaat te Bachtsjisaraj, die aan het eind van de 17e eeuw opgenomen werden aan het Russische hof. Joesoepov betekent dan ook zoon van Joesoef, waaruit hun afstamming duidelijk blijkt. De familie was erg rijk, zowel vanwege haar afkomst, als vanwege de inkomsten uit mijnen en de bonthandel. Bovendien had ze uitgestrekte gebieden in Siberië ontvangen van het hof. 
De vader van Joesoepov, graaf Elston-Soemarokov (Russisch: граф Эльстон-Сумароков), nam bij het huwelijk met prinses Zinaïda Joesoepova de naam Joesoepov en de bijbehorende titel aan, zodat de naam niet zou uitsterven. In Sint-Petersburg woonden ze in een paleis aan de Mojka (dat op afspraak te bezichtigen is).
Joesoepov studeerde aan de Universiteit van Oxford.
Joesoepov trouwde in 1914 met Irina Aleksandrovna Romanova, een nicht van tsaar Nicolaas II. Desondanks bleven er geruchten over de vermeende homoseksualiteit van Joesoepov. In 1915 kregen ze een dochter, Irina Joesoepova (Sint-Petersburg, 21 maart 1915 – Cormeilles, Frankrijk, 30 augustus 1983). 

### Een legendarische executie
Grigori Raspoetin, de ‘wondergenezer’ had reeds enkele jaren een grote invloed op de Russische tsarenfamilie. Raspoetin was een uiterst controversieel persoon. Zo deden er wilde verhalen de ronde over de seksuele uitspattingen van Raspoetin en het feit dat hij een Duitse spion zou zijn. Daarnaast werd hij door een groot deel van de Russische adel gewantrouwd vanwege zijn invloed op het beleid van tsaar Nicolaas II. Raspoetin had overal commentaar op, dat gretig aftrek vond bij tsarina Alexandra Fjodorovna. Raspoetins invloed had een verlammend effect op de binnenlandse en buitenlandse politiek, omdat de keizerlijke familie steeds minder serieus werd genomen. Daarbij kreeg Joesoepov het vermoeden dat Raspoetin een oogje had op zijn vrouw Irina. 
Vanwege deze combinatie van factoren besloot een aantal Russische edelen in 1916, onder aanvoering van prins Felix Joesoepov, een poging te wagen om Raspoetin uit de weg te ruimen.
In de nacht van 29 op 30 december 1916 was Raspoetin, op uitnodiging van Joesoepov, op een geënsceneerd feestje, waar hij vervolgens een taartje voorgeschoteld kreeg met daarin genoeg gif om vijf mensen te doden. Raspoetin at de lekkernij echter ogenschijnlijk zonder problemen op en klaagde nadien alleen dat hij wat slaperig was. Joesoepov besloot het daarop anders aan te pakken en schoot Raspoetin met een pistool in de rug. Wederom was het echter niet gelukt om Raspoetin te doden, want hij vloog Joesoepov aan en probeerde hem te wurgen. Hierop grepen de overige samenzweerders naar hun wapen en werd Raspoetin nog drie keer neergeschoten, waarna hij neerviel. Toen de groep het lichaam inspecteerde bleek hij echter nog steeds te leven. Ze sloegen daarna met knuppels op Raspoetin in totdat hij niet meer bewoog, om hem vervolgens in een tapijt te wikkelen en in de ijskoude Mojka-rivier te gooien.

### Vlucht naar Parijs
Na de moord op Raspoetin werden Joesoepov en zijn vrouw naar de Krim verbannen. Na de Russische Revolutie keerden zij voor korte tijd terug naar Sint-Petersburg en vluchtten toen naar Parijs. Slechts enkele kostbaarheden konden ze meenemen, waaronder enkele Rembrandts en de grote parel van Joesoepovs moeder. Andere kostbaarheden werden verborgen in het paleis, maar ze werden later ontdekt door de Sovjets. Deze kostbaarheden zijn nu te bewonderen in de Hermitage. Op 27 september 1967 overleed Joesoepov op 80-jarige leeftijd in Parijs. Hij ligt begraven op de Russisch orthodoxe begraafplaats in Sainte-Geneviève-des-Bois (Essonne).

## In fictie
In de film uit 1932 Rasputin and the Empress werd gesuggereerd dat Raspoetin en Irina Joesoepova een verhouding hadden. De familie Joesoepov klaagde de filmmaatschappij MGM aan wegens laster. MGM werd veroordeeld tot het betalen van 25.000 pond, een enorm bedrag in die tijd. Sindsdien krijgt elke Amerikaanse film een disclaimer "Alle personages in deze film zijn fictief".
De vlucht naar Parijs van Joesoepov vormde een inspiratiebron voor de Britse schrijver Roald Dahl. Hij voert professor Joesoepov op als de bedenker van een uiterst krachtig afrodisiacum - onder de vorm van pillen van de gedroogde 'Cantharidekever' uit Soedan - in de roman 'Oom Oswald' uit 1979.